# 信号拳銃

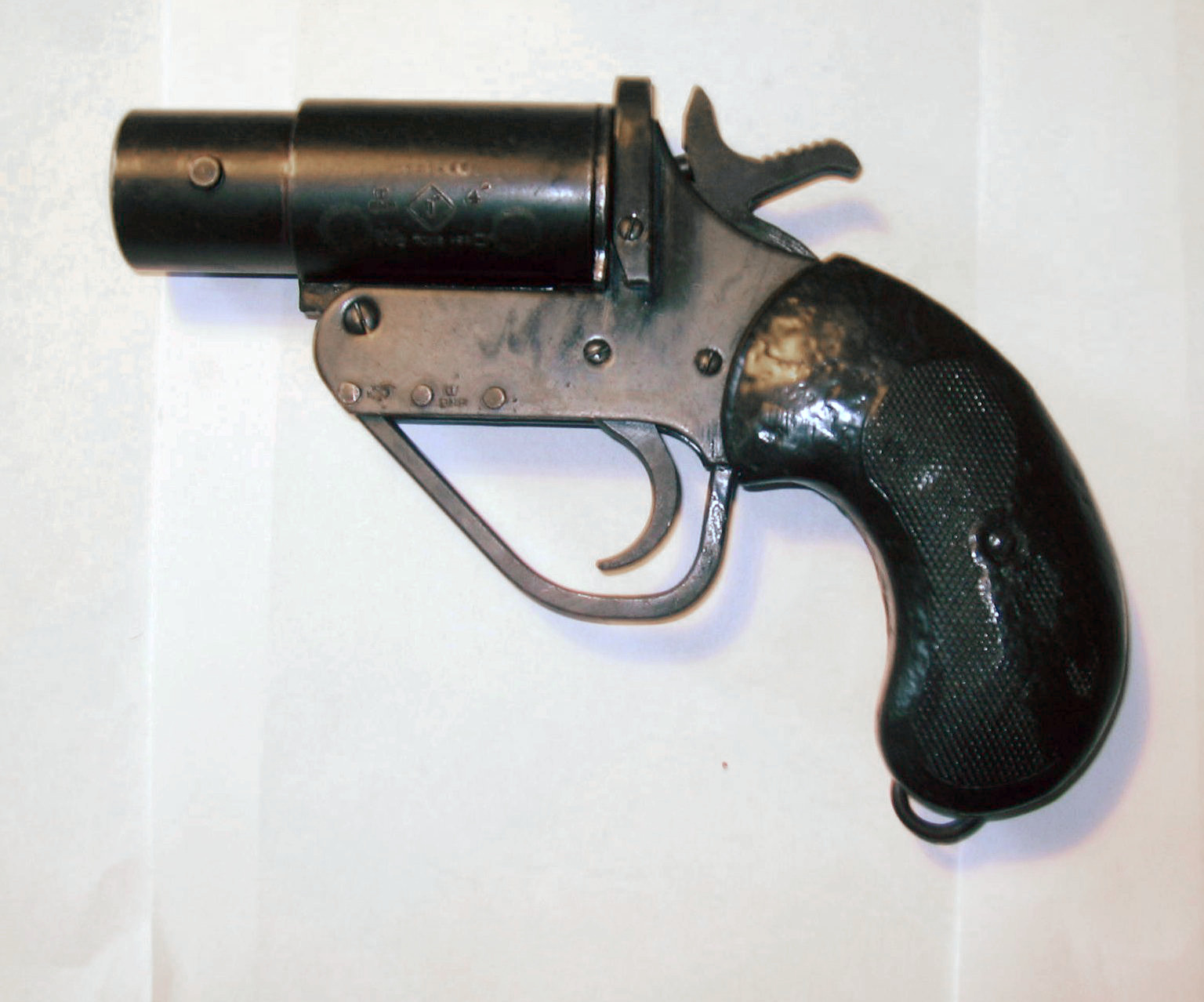
モリンス No.1信号拳銃。口径1インチ。1940年、ベリッジ社製造

信号拳銃（しんごうけんじゅう、Flare gun）は、信号弾（照明弾、発煙弾、彩光弾など）を発射する銃である。
これらは通常、他の信号手段と同様に、海上または地上の人々から航空機への救難信号として用いられる。信号弾は空中へ放たれ、近くの救助員は要救助者を発見し、救助できる。信号拳銃は軍用にも用いられる。大日本帝国陸軍では航空機から地上部隊へ信号を送る際に信号拳銃が利用された。

## 型式

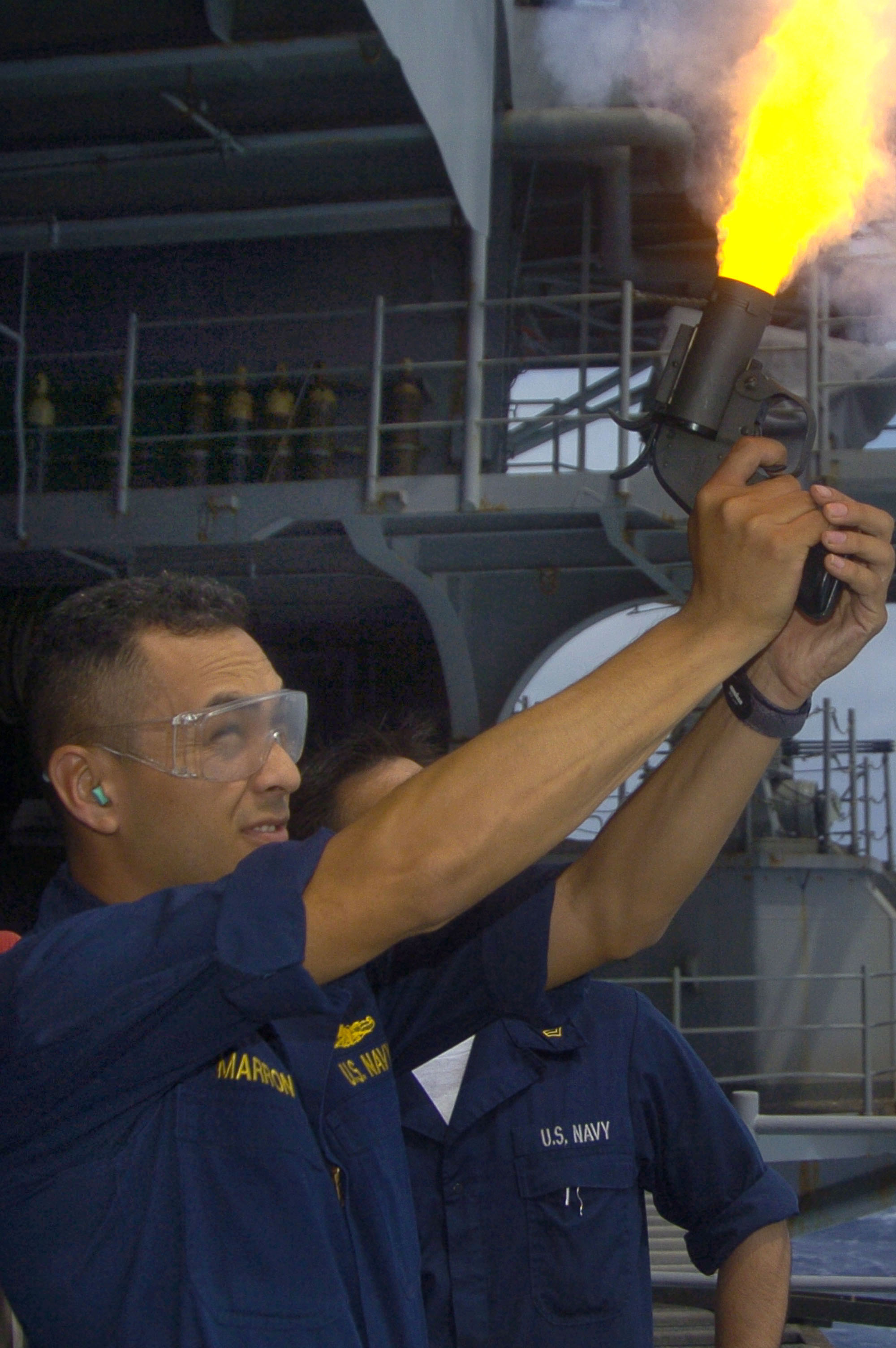
信号拳銃の発射の様子

もっとも典型的な信号拳銃の形式は、単発・後装型でスナブノーズ（短銃身）の拳銃から信号弾を射出するものである。このモデルはアメリカ海軍士官のエドワード・ウィルソン・ベリー（1847年-1910年）が開発し、広めたことからベリーピストル（VeryまたはVerey）とも呼ばれる。
これらはシングルアクションで作動し、撃鉄によってセンターファイア式の発火動作を行う。現代の製品は、しばしば、明るく彩色され、耐久力のあるプラスチックから製造される。第一次世界大戦や第二次世界大戦で使用された旧式な信号拳銃は、通常2.54cm（1インチ）の口径を持っている。より新しいモデルではもっと小さな12ゲージの信号弾を使用する。
信号拳銃は、要救助者が救難信号を送る必要があるときにも用いられる。そのとき、信号弾は直上に発射されなければならない。信号はなるべく長い秒時視認できるようにされ、要救助者の位置を明らかにする。
民間人のボート救難用機材としては国により異なるが、軍用の拳銃型ではなく使い捨ての単発式チューブ式が多く使われている。これはチューブの一端をねじるか、打撃することで点火する。日本でも船舶に搭載する産業用銃砲として公安委員会から許可を得れば所持できる。

## 効果
日本陸軍の使用した十年式信号拳銃では発煙弾および彩光弾を用いた。発煙弾は昼間の信号に利用した。これらは打ち上げられると吊傘に下げられた発煙筒が約15秒間発煙し、視認できる距離は約4,000mだった。彩光弾は約15秒間発光し、昼間は2,500m離れた距離から、夜間は12,000m離れた距離から視認できた。これらの信号が最もよく視認できたのは晴天で太陽に向かい合わないときであり、効果は天候によって大きく左右される。

## 兵器としての使用

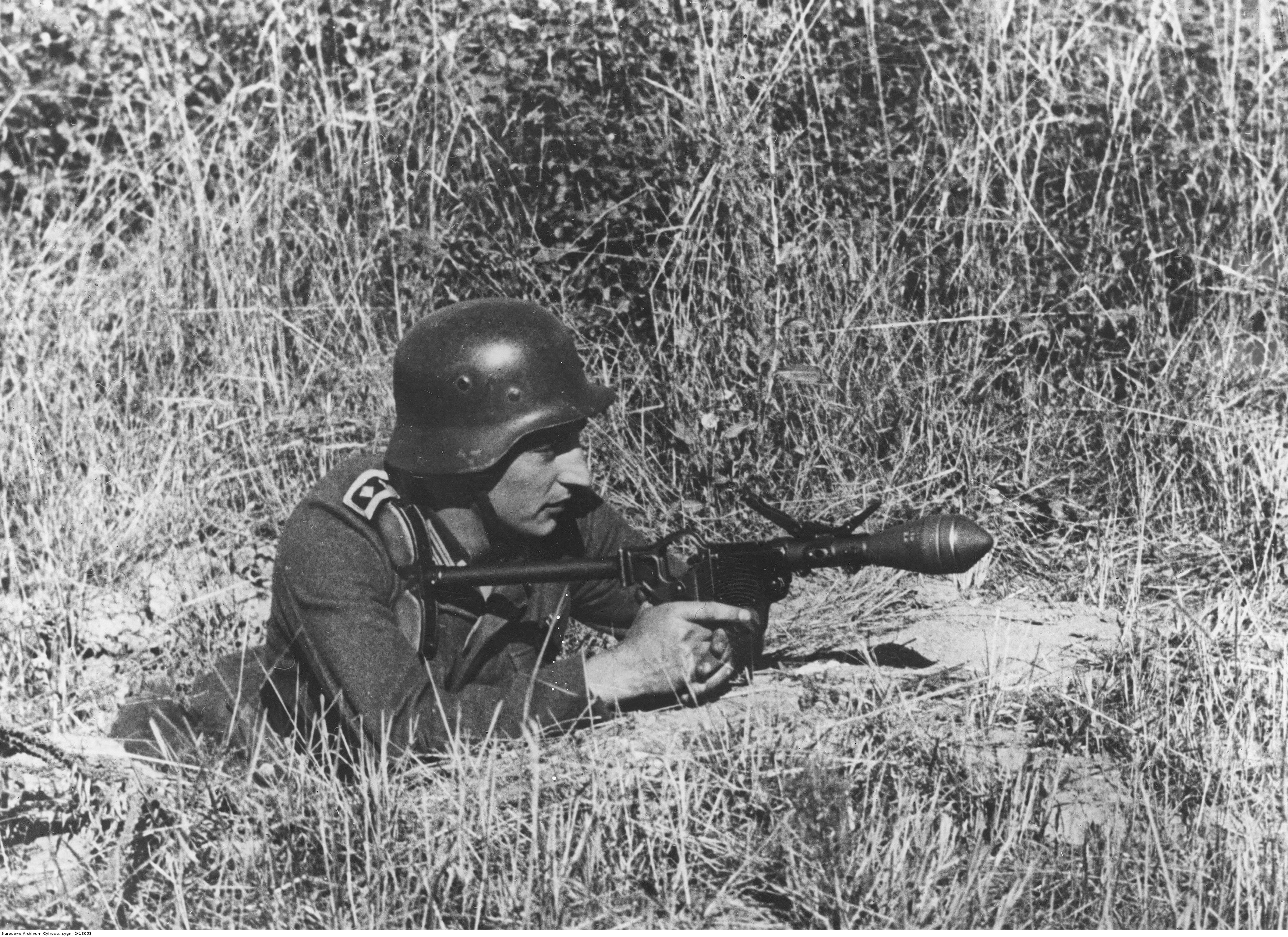
シュトゥルムピストーレを構えるドイツ陸軍下士官。

第二次世界大戦で、ドイツ軍はいくつかの信号拳銃のモデルから撃ち出せるグレネードを製作した。信号拳銃を改造したカンプピストーレは、口径26.6mmの榴弾を発射できる。発展型のシュトゥルムピストーレでは、モンロー効果を利用した対戦車榴弾を射出できる。重いグレネードを発射する際の反動が強力であったため、射出には肩当てを用いた。
兵器としての使用を意図しなくとも、信号拳銃はいくつかのケースで武器として使われた。第二次大戦中の1942年、イギリスのウェールズに所在するペンブリー飛行場に、航法を誤ったドイツ人パイロットが不時着した。飛行場で当直任務についていたジェフリーズ軍曹は、普通使われるような武器を携行していなかった。そこで、彼は信号拳銃をつかみ、ドイツ人パイロットのアルニム・ファーベル中尉を捕らえるため、それを使った。この出来事によって、連合国軍は当時最新鋭のドイツ戦闘機であるフォッケウルフ Fw190を入手することとなった。
アメリカ陸軍航空隊のパイロットであったアレックス・キムボールは、彼の自叙伝『Think Like a Bird』で以下のエピソードを著述している。彼は、ラドファン占領作戦におけるアデンへの強行着陸で、武装した攻撃者に信号拳銃を発射した。信号弾はその男の服に引火し、死に至らしめた。

## 事故
1971年12月4日、スイスで開かれたモントルー・ジャズ・フェスティバルにて、フランク・ザッパと彼の率いるバンド マザーズ・オブ・インヴェンションが演奏している最中、招待された観客が照明弾を発射した。照明弾は、ジュネーブ湖に面するモントルー・カジノの、総合娯楽施設の天井に引火した。ザッパが「火事だ！」と叫んだが、観衆はそれが全てショーの一部であると思いこみ、結果発生した炎がカジノの全てを焼き払った。当時、ディープ・パープルがこのイベントを目撃しており、彼らの書いた歌「スモーク・オン・ザ・ウォーター」はその事件を歌い、1972年のLPレコード『マシン・ヘッド』でリリースされた。